# Паула Пекуено
Паула Пекуено  (порт. Paula Renata Marques Pequeno, 22 січня 1982) — бразильська волейболістка, олімпійська чемпіонка.

## Виступи на Олімпіадах
| Олімпіада   | Дисципліна | Місце |
| ----------- | ---------- | ----- |
| Пекін 2008  | волейбол   | 1     |
| Лондон 2012 | волейбол   | 1     |

На олімпійському турнірі в Пекіні отримала звання найціннішого гравця.